# 大湖池
大湖池是一个位于中国江西省永修县的湖泊，面积约为15平方千米，平均水深约为1.4米。